# Бернери, Камилло
Камилло Бернери (итал. Camillo Berneri, 20 мая 1897, Лоди, Ломбардия, Италия — 5 мая 1937, Барселона, Каталония, Испания) — итальянский писатель, профессор философии и анархист.

## Биография

### Ранние годы
Камилло Бернери родился в Лоди 20 мая 1897 году. Его детство было отмечено физическими страданиями. Всего за несколько месяцев он заболел недоеданием. В 1904 году Камилло заболел брюшным тифом, а позже гастроэнтеритом. Его отец был местным чиновником, а мать учительницей начальной школы. Отец Бернери также был краснорубашечником, а его дед был карбонарием и последователем Джузеппе Мадзини. Вместе с родителями он переехал из Лоди в Милан, затем в Палермо и Форли, куда он прибыл в 1905 году, после этого Камилло отправился в Варалло и, наконец, в Реджо-Эмилия.
В 1912 году Бернери стал членом Федерации социалистической молодёжи Реджо-Эмилии (Federazione Giovanile Socialista di Reggio Emilia (FGS)). В то время он был убеждённым социалистом. Будучи секретарём Центрального комитета FGS, после напряжённых дискуссий, в частности, с Торквато Гобби — переплётчиком и членом Международного комитета анархистских действий, в 1915 году он покинул FGS. В открытом письме Бернери раскритиковал FGS за бюрократизм и «отсутствие преданности».

Социалистическое движение начало свой катастрофический спуск к основам разрушительного эгоизма, следуя тем самым траектории нравственной силы христианства, которое стало мощным благодаря своим мученикам и впало в упадок, когда жертвы его сторонников прекратились. […] Нам нужен новый подъём, нам нужен возврат к тому времени, когда любить Идею означало не бояться смерти и не жертвовать всей жизнью ради полной покорности.

Бернери присоединился к итальянскому анархистскому движению. Свой отход от социализма он описал словами: «Идеальный работник марксизма или социализма — мифическая фигура. Она проистекает из метафизики социалистического романтизма и исторически не доказана». Он был поражён жестом товарищей, которые, несмотря на уход, захотели, чтобы он возглавил последнее заседание FGS в Реджо, и жестом наставника Камилло Прамполини, который вызвал его, чтобы узнать причины их разногласия. Бернери всегда будет указывать на «приятные воспоминания социалистического периода». В 1916 году он переехал в Ареццо, где окончил среднюю старшую школу.
4 января 1917 года он женился в Гуальтьери на Джованне Калеффи — бывшей ученице своей матери из школы в Реджо-Эмилии. Через три месяца после свадьбы он был призван на военную службу, однако, его сняли со службы из-за тяжелой болезни. После трёхлетней военной службы он был вынужден покинуть военную академию Модены как «подрывник» из-за антимилитаристской деятельности. Под охраной он был отправлен на фронт и дважды предан военному суду. В 1919 году последовала его ссылка на остров Пьяноса из-за участия во всеобщей забастовке 20-21 июля 1919 года. Уволенный из армии в 1919 году, он начал усердно сотрудничать с анархистской прессой, затем участвовал в создании Союза итальянских анархистов. Будучи убеждённым антимилитаристом, он писал: «бойни, грабежи, изнасилования, это и есть война! Чтобы удовлетворить свою похоть, гнусный человек берёт на себя смелость, которая уходит от него, когда он должен спасти своего ближнего от опасности или начать опасное и болезненное дело. В закопчённой и пропитанной кровью атмосфере войны обычный человек впадает в варварство, а иногда даже превращается в зверя». В 1920 году он активно участвовал в захвате заводов Северной Италии.
В то время Бернери начал писать под псевдонимом Камилло да Лоди в нескольких либертарных периодических изданиях: Umanità Nova, Pensiero e Volontà, L'Avvenire Anarchico, La Rivolta, Volontà. Свои первую статью он опубликовал 1 февраля 1914 года в журнале L'Avanguardia под названием «Ложь Ветхого Завета». Позже последовали публикации в различных анархистских изданиях, таких как: La Protesta, Tiempos Nuevos, Tierra y Libertad, La Revista Blanca и Estudios. Он также подружился с Эррико Малатестой и Луиджи Фаббри.
После войны он окончил учёбу во Флорентийском университете, где Камилло был учеником Гаэтано Сальвемини. Окончив философский факультет в 1922 году, он получил должность профессора философии, после чего преподавал в этом университете, позже некоторое время Бернери преподавал философию в Камерино.
Когда фашисты захватили власть, Камилло отказался быть лояльным режиму Муссолини и, будучи ненавистником фашизма, поддерживал контакты с флорентийскими антифашистами, находясь в Умбрии и распространяя антифашистскую газету Non Mollare. Активность Бернери в итальянском анархистском союзе была очень интенсивной в те годы.

### Эмиграция и преследование полиции
В 1926 году Камилло Бернери был вынужден бежать из страны вместе со своей женой Джованной Калеффи, а также с дочерьми анархистами Мари и Джилианой.
Бернери с семьёй переехал во Францию. Впервые был арестован в апреле 1927 года, после международной конференции в Л’Ай-ле-Роз, с тех пор находясь под арестом. 11 декабря 1928 года он был выслан из Франции и до 1930 года постоянно подвергался преследованиям со стороны бельгийской, французской, голландской, немецкой и люксембургской полиции во время последующих переездов и пребывания в тюрьме. Вид на жительство во Франции он получил только в 1935 году, незадолго до отъезда в Испанию. Однако он продолжает широко публиковаться в анархистской прессе на итальянском языке, в Швейцарии, США и Франции.
Несмотря на все свои ограничения, этот период позволил ему читать книги по таким различным темам, как наука, психология, финализм и т. д. Он пишет антирелигиозные статьи и брошюры, а также об эмансипации женщин. Он также заканчивает свою диссертацию Антисемитский еврей (Le Juif antisémite), где изучает принудительную или добровольную ассимиляцию евреев. Андре Спир — поэт и сионист, считал эту книгу «первостепенной важности». Но его важнейшие сочинения — Шпионаж (L’espionnage), Фашистский шпионаж за границей (Lo spionaggio fascista all’estero) и Муссолини завоёвывает Балеарские острова (Mussolini à la conquête des Baléares).
Он также пишет об анархизме, где отстаивает личные позиции:

Мы должны отойти от романтизма. Посмотрите на массы, я бы сказал, в перспективе. Есть не народ однородный, а толпы, разнообразные, разделённые на группы. Есть не революционная воля масс, а революционные моменты, в которых массы — огромный рычаг.
— 1927

Если мы хотим добиться существенного пересмотра нашей революционной силы, то должны избавиться от идеологических априоризмов и удобного откладывания на завтра решения тактических и конструктивных проблем. Я имею в виду, что самая большая опасность остановки и отклонения от революции заключается в консервативной тенденции масс.
— 1930

### Гражданская война в Испании
Когда разразилась революция и гражданская война в Испании, Бернери одним из первых прибыл в Каталонию — центр массовой активности либертариев, сгруппированных в Национальную конфедерацию труда (CNT). Вместе с Карло Росселли и другими итальянскими антифашистами они образовали колонну, которая была включена в колонну Франсиско Аскасо на Арагонском фронте. 28 августа 1936 года Камилло Бернери принял участие в битве при Монте Пелато недалеко от Уэски: «Мы обороняли позицию в 130 человек против 600, закалённых и обладающих сильным вооружением, и это в течение четырёх часов битвы».
Уставший от тягот фронта, он занимался дискуссиями и политической работой, издавая в Барселоне с 9 октября 1936 года итальянский еженедельник Guerra di Classe. Бернери один первых, кто утверждает, что только антикапиталистическая борьба может противостоять фашизму и что проблема антифашизма состоит в отказе от принципов социальной революции. Он также постоянно повторяет, что революция должна быть выиграна на социальной, а не на военной почве. Таким образом, он выступает против милитаризации ополченцев, которую он видит как первую победу государственных сил. Против тех, кто отстаивает идею «сначала победить Франко», он выступает за тесную связь между войной и социальной революцией: «Победа в войне необходима; однако война будет выиграна не путем ограничения проблемы сугубо военными условиями победы, а путем привязки их к политическим и социальным условиям победы».
В этом основная суть его многочисленных статей и речей, в том числе его открытого письма (Lettera aperta) министру здравоохранения и анархисту Федерике Монтсени, которая вместе с двумя другими анархистами состоит в правительстве Ларго Кабальеро и в котором Бернери обеспокоен красноречивыми речами и блестящими статьями, проводимыми или написанными министрами-анархистами, заключёнными в «стратегическую позицию»:

Пришло время понять, являются ли анархисты в правительстве весталками огня, который вот-вот погаснет, или же они теперь служат лишь фригийским колпаком политикам, заигрывающим с врагом или с силами восстановления «республики всех классов». Дилемма война или революция уже не имеет смысла. Единственная значимая дилемма заключается в следующем: или победа над Франко через революционную войну, или поражение.

Камилло также становится журналистом на радио CNT-FAI ECN1 и транслирует свою передачу на территорию Италии.
В книге Мысль и битва (Pensée et bataille) 1936 года Бернери даёт критические комментарии к происходящему, предупреждая об опасности государственного переворота со стороны сталинских коммунистов или о том, что он удивлён «анархистским правительством». Он выдвигает многочисленные политические предложения, даже если его не понимают: провозглашение независимости Марокко, координация вооруженных сил, поэтапное увеличение социализации.

### Политическое убийство
Камилло Бернери в январе 1937 года заявляет о репрессиях со стороны коммунистов, действующих в новом правительстве Хуана Негрина: «Трагически исчезли тысячи некоммунистических, анархистских антифашистских борцов, ставших жертвами массовых убийств, но не сталинисты, такие как бойцы ПОУМа».
Последние два его текста — это Мы и ПОУМ (Nous et le POUM), опубликованный итальяно-нью-йоркским анархистским еженедельником L'Adunata dei Refrattari (возможно, потому, что критика, которую делал Бернери, не была опубликована в апреле-мае 1937 года в Испании), и выступление 3 мая 1937 года по радио CNT-FAI ECN1 для Италии по случаю смерти Грамши: «Упорный и достойный активист, которым был наш противник Антонио Грамши, убеждён, что он внёс свой вклад в строительство нового общества».
5 мая 1937 года Камилло Бернери и его друг-анархист Франческо Барбьери были вывезены из квартиры десятком мужчин в штатском с красными повязками и полицейскими. Их изрешечённые пулями тела были найдены на следующий день. Скорее всего преступление было совершено республиканской полицией вместе с итальянскими и испанскими коммунистами После смерти Бернери, лидер итальянских социалистов Пьетро Ненни писал:

Если бы анархист Бернери погиб бы на баррикадах Барселоны, сражаясь против народного правительства, нам нечего было бы сказать, и в суровости его судьбы мы нашли бы строгий закон революции. Но Бернери был убит, и мы должны рассказать об этом.
— Пьетро Ненни, Nuovo Avanti, Париж, 28 июня 1937

## Публикации

### На итальянском языке
- Lettera aperta ai giovani socialisti di un giovane anarchico, Орвието, 1920
- I problemi della produzione comunista, Флоренция, 1920
- Le tre città, Флоренция, 1925
- Un federalista russo. Pietro Kropotkin, Рим, 1925
- Mussolini normalizzatore, Цюрих, 1927
- Lo spionaggio fascista all’estero, Марсель, 1929
- Le peché original, Орлеан, 1931
- Nozioni di chimica antifascista, s.l., 1934
- Mussolini gran actor, Валенсия, 1934
- L’operaiolatria, Брест, 1934
- Le Juif antisémite, Париж, 1935
- El delirio racista, Буэнос-Айрес, 1935
- Mussolini a la conquista de las Baleares, Барселона, 1937
- ll lavoro attraente, Женева, 1938
- Guerre de classes en Espagne, Ним, 1938
- Mussolini normalizzatore
- La donna e la garçonne, 1926
- Pensieri e battaglie, 1938
- Il cristianesimo e il lavoro, 1932
- Le Léonard de S. Freud — Cahiers Psychologiques № 1

### На французском языке
- Le Juif antisémite, Париж, 1935
- Guerre de c'lasses en Espagne, Ним, 1938
- Pierre Kropotkine fédéraliste, 1964
- Guerre de C'lasses en Espagne et textes libertaires, 1977
- Écrits choisis, 1988
- Contre le fascisme, избранные тексты (1923—1937), 2019, «Mémoires sociales», 376 стр.

#### Статьи и брошюры
- L’idolâtrie ouvrière
- Le péché originel, Орлеан, 1931
- Zola psychologue, La Revue anarchiste, № 17, февраль 1932, 130 стр.
- Lettre ouverte à la camarade Federica Montseny, Guerra di Classe, апрель 1937
- La contre-révolution en marche, Guerra de classe, № 15, 5 мая 1937
- Mussolini à la conquête des Baléares, Париж, 1938
- Encyclopédie anarchiste (Анархистская энциклопедия):
  - Déterminisme
  - Dieu
  - Divorce
  - Libre-arbitre
- Очень много статей в L'En-Dehors, Le Combat syndicaliste, La Revue anarchiste и др.

### На английском языке
- Between the war and the Revolution, Guerra di Classe, № 6, 16 декабря 1936